# 格蘭特鎮區 (堪薩斯州渥太華縣)
格蘭特鎮區（英語：Grant Township）為美國堪薩斯州渥太華縣轄下的鎮區。2010年美国人口普查中此鎮區人口有78人。

## 地理
格蘭特鎮區涵蓋總面積為93.8平方（36.22平方英里），其中陸地面積為93.8平方（36.21平方英里），水域面積為0.026平方（0.01平方英里）或0.03%。

## 人口統計
根據2010年美國人口普查，格蘭特鎮區人口有78人，其中男性有45人，女性有33人，人口密度為每平方公里0.83人，住房計29戶。鎮區內的白人有73人，非裔美國人有0人，美洲原住民有4人，亞裔美國人有0人，太平洋島裔美國人有0人，其他種族有0人，混血種族則有1人。此外鎮區內有0人為西班牙裔或拉丁裔美國人。此鎮區之年齡中位數為38.0歲，而男性年齡中位數為35.3歲，女性年齡中位數為39.5歲。